# Toru Suzuki
Toru Suzuki (Japans: 鈴木 徹, Suzuki Tōru) (Yamanashi, 7 oktober 1987) is een Japanse darter. 

## Carrière
Suzuki speelt sinds 2012 in de soft-tip toernooien. In 2017 wist hij een paar toernooien te winnen tijdens de Perfect Japan Tour en haalde hij het algemene podium. De PDC Asia Tour is voor hem echter niet erg succesvol verlopen. Suzuki had verreweg het grootste succes in november 2020 toen hij de PDC Asia Qualifier in Japan won. In de laatste wedstrijd versloeg hij Kota Suzuki met 5-3 in legs. Deze overwinning garandeerde hem een debuut in het PDC World Darts Championship 2021. In de eerste ronde verloor hij van Madars Razma met 0-3 in sets.
In juni 2022 vertegenwoordigde Suzuki samen met Tomoya Goto voor het eerst Japan op de World Cup of Darts 2022, maar ze verloren met 5-2 van België (Dimitri Van den Bergh en Kim Huybrechts). Eind september wist Suzuki zich te kwalificeren voor het PDC World Darts Championship 2023 door door te gaan naar de halve finales van het PDC Asian Championship 2022.

## Resultaten op wereldkampioenschappen

### PDC
- 2021: Laatste 96 (verloren van Madars Razma met 0-3)
- 2023: Laatste 96 (verloren van Boris Krčmar met 0-3)